# جسدي, اختياري

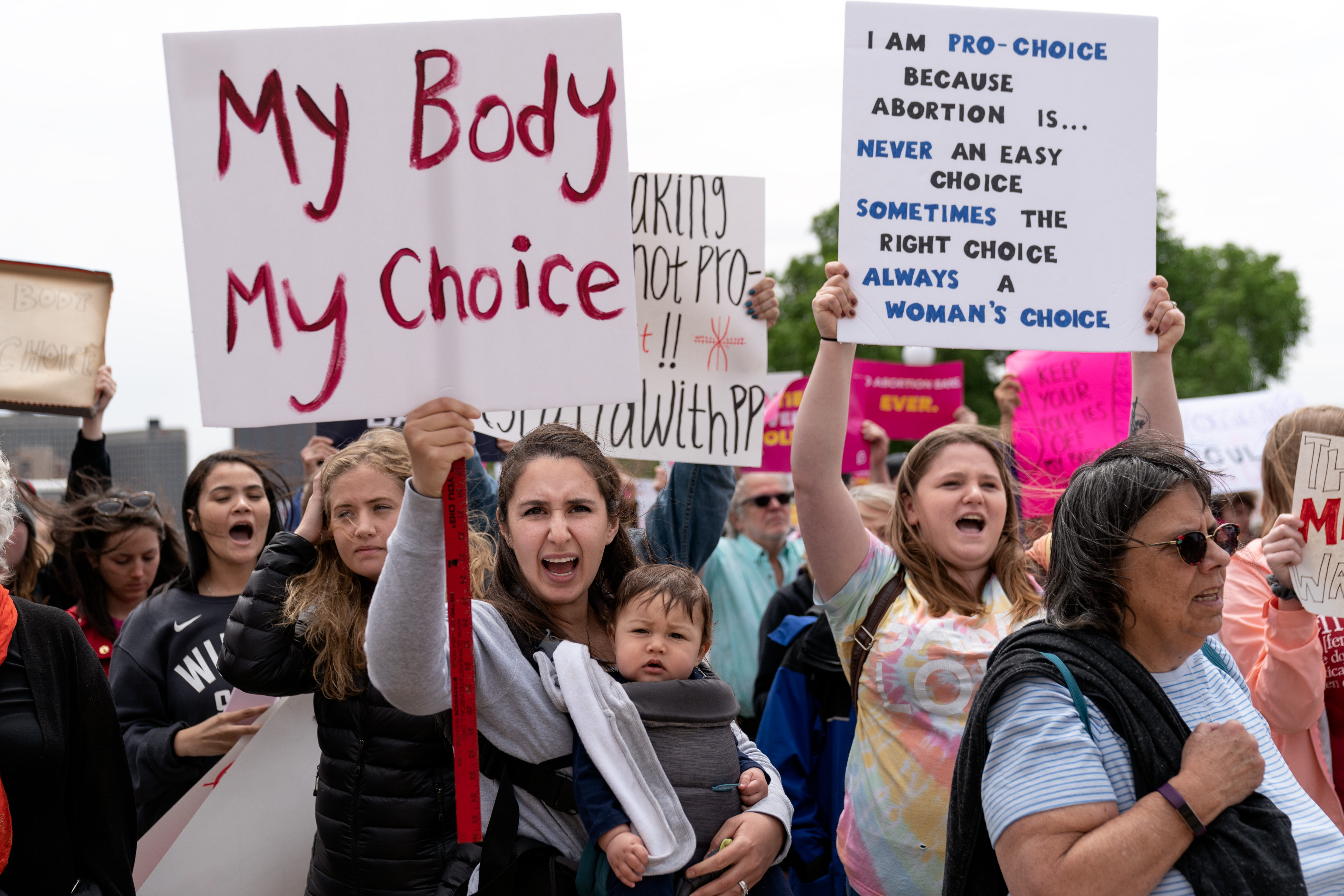
لافتة "جسدي اختياري" في تجمع لوقف حظر الإجهاض في سانت بول، مينيسوتا ، مايو 2019

جسدي، اختياري هو شعار يصف حرية الاختيار تم استخدامه في العديد من البلدان، وغالبًا في علاقة باستقلالية الجسد والإجهاض والرعاية في نهاية الحياة. ظهر هذا الشعار حوالي عام 1969  مع النسويات المدافعات عن حق الفرد في تقرير مصيره على جسده فيما يتعلق بالاختيارات الجنسية والزواجية والإنجابية باعتبارها حقوقًا.
لقد تسبب استخدام هذا الشعار في إثارة أنواع مختلفة من الجدل في بلدان مختلفة، وكثيراً ما يتم استخدامه كصرخة حاشدة أثناء الاحتجاجات والمظاهرات و/أو لجذب الانتباه إلى قضايا نسوية مختلفة.

## الاستقلالية والسلامة الجسدية
"جسدي، اختياري" هو شعار يهدف إلى تمثيل فكرة الاستقلال الجسدي الشخصي، وسلامة الجسد وحرية الاختيار . إن الاستقلال الجسدي يشكل تقرير المصير فيما يتعلق بجسد المرء دون سيطرة خارجية أو إكراه. سلامة الجسد هي حرمة الجسد المادي وتؤكد على أهمية الاستقلال الشخصي وملكية الذات وتقرير مصير البشر على أجسادهم.  في مجال حقوق الإنسان ، يعتبر انتهاك سلامة جسد شخص آخر إما انتهاكًا غير أخلاقي و/أو ربما اجراماً.

## التاريخ والاستخدام
في أواخر عام 1969  تم صياغة هذا الشعار باعتباره نضالًا نسويًا من أجل حقوق الإنجاب وتمت الإشارة إليه لاحقًا في النضال النسوي العالمي.

### ماليزيا
في ديسمبر 2019، أطلق نائب وزير التعليم الماليزي ، تيو ني تشينج، مقطع فيديو تعليميًا بعنوان "جسدي ملكي" لتثقيف الأطفال حول "اللمس الآمن واللمس غير الآمن" كجزء من تعليم سلامة الطفل وإنقاذهم من احتمالات التحرش السلبي بالأطفال وقرر تضمين الموضوع في الكتب المدرسية الماليزية في موضوع التربية البدنية والصحة.  

### جنوب أفريقيا
في عام 2018، اجتمعت العديد من منظمات الصحة والحقوق الجنسية والإنجابية في جنوب أفريقيا لدعم مبادرة إعلامية اجتماعية ومجتمعية تسمى #MyBodyMyChoice. وتدعو المبادرة إلى "حماية وتعزيز حقوق المرأة في اتخاذ القرارات بشأن صحتها الإنجابية وجسدها وحياتها". والمبدأ الأساسي هنا هو أنه إذا كان الأمر يتعلق بجسد امرأة، فيجب أن تكون هي التي تتخذ القرارات بشأنه، وأن تتمتع بالقدرة على الوصول إلى الدعم الصحي الذي تحتاج إليه، وأن تتخذ قرارات مستنيرة فيما يتصل بجسدها وصحتها وحياتها. ويعتبر هذا حقًا أساسيًا - بغض النظر عن ميولهم الجنسية، أو مكان إقامتهم، أو مقدار ما يكسبونه، أو عرقهم. 

### باكستان
( (بالأردية: میرا جسم میری مرضی)‏ هو شعار نسوي تستخدمه النسويات في باكستان في سياق حقوق المرأة.  انتشر الشعار من خلال مسيرة أورات في باكستان والتي تم الاحتفال بها في اليوم العالمي للمرأة .  لقد كان هذا الشعار مثيرا للجدل إلى حد كبير.  وفقًا لتقرير إخباري صدر في نهاية مارس 2022 لصحيفة The Friday Times، قتل رجل من لاهور، باكستان، زوجته الحامل للمرة الخامسة بسبب ترديدها الشعار.  

### كوريا الجنوبية
في كوريا الجنوبية ، كان شعار "جسدي، اختياري" يعني الاختيار بين الزواج وإنجاب الأطفال أم لا.  إنها حملة من أجل تحقيق المساواة للنساء العازبات في مكان العمل، حيث توجد فجوة كبيرة في الأجور بين الرجال والنساء. 

### تركيا
في عام 2012، اجتذبت مظاهرة لحقوق الإجهاض في منطقة كاديكوي في إسطنبول 3000 امرأة.  حمل المتظاهرون لافتات كتب عليها "جسدي، اختياري" ردًا على خطط الحكومة للحد من إمكانية الوصول إلى الإجهاض في البلاد. 

### المملكة المتحدة
ارتدت إيما واتسون قمصانًا تحمل شعار "جسدي، اختياري" لتسليط الضوء على الحاجة إلى تمويل مراكز أزمات الاغتصاب في إنجلترا وويلز . 